# 1939
| 1939                                                         |
| ------------------------------------------------------------ |
| Dødsfald - Fødsler                                           |
| • Begivenheder • Film • Litteratur • Musik • Politik • Sport |

| Gregoriansk kalender | 1939 MCMXXXIX           |
| Ab urbe condita      | 2692                    |
| Armensk kalender     | 1388 ԹՎ ՌՅՁԸ            |
| Kinesiske kalender   | 4635 – 4636 戊寅 – 己卯 |
| Etiopisk kalender    | 1931 – 1932             |
| Jødisk kalender      | 5699 – 5700             |
| Hindukalendere       |                         |
| - Vikram Samvat      | 1994 – 1995             |
| - Shaka Samvat       | 1861 – 1862             |
| - Kali Yuga          | 5040 – 5041             |
| Iransk kalender      | 1317 – 1318             |
| Islamisk kalender    | 1358 – 1359             |

Konge i Danmark: Christian 10. 1912-1947
Se også 1939 (tal)

## Begivenheder

### Januar
- 26. januar – Francos styrker indtager Barcelona i den spanske borgerkrig

### Marts
- 13. marts - Færøske sprogstrid: Færøsk bliver officielt kirkesprog på Færøerne
- 14. marts - Slovakiet erklærer sig uafhængigt af Tjekkoslovakiet efter tysk pres
- 15. marts - den tjekkoslovakiske præsident Emil Hacha accepterer efter trusler fra Hitler, at de "gamle tyske rigslande Böhmen og Mähren skal hjem til Das Reich"
- 28. marts - Den Spanske Borgerkrig afsluttes, da Madrid overgiver sig til Francos tropper
- 30. marts- figuren Batman optræder for første gang i en tegneserie
- 31. marts - Storbritannien og Frankrig garanterer Polens selvstændighed

### April
- 1. april - Den spanske borgerkrig slutter officielt, da Francisco Franco og nationalisterne proklamerer deres sejr. Den knap tre år lange borgerkrig har kostet 600.000 dødsofre, og omkring en halv million spaniere er blevet tvunget i landflygtighed.
- 3. april - Ved folketingsvalget bliver Danmarks Nationalsocialistiske Arbejderparti for første gang repræsenteret i Folketinget med tre mandater. Thorvald Staunings S-R-regering kan fortsætte.
- 7. april - Italien invaderer Albanien
- 21. april - Danmarks Akvarium i Charlottenlund bliver indviet
- 30. april - som den første amerikanske præsident optræder Franklin D. Roosevelt på tv

### Maj
- 17. maj - Sverige, Norge og Finland afslår tysk ikke-angrebspagt
- 22. maj - i Berlin underskriver Adolf Hitler og Benito Mussolini stålpagten, som er en 10-årig aftale om politisk og militært samarbejde
- 23. maj - ved en folkeafstemning forkastes forslaget til ny grundlov
- 31. maj - i Berlin indgår Danmark - som det eneste nordiske land - en ikke-angrebspagt med Tyskland

### Juni
- 1. juni - Oslos lufthavn Fornebu åbnes
- 17. juni – den sidste offentlige henrettelse i Frankrig: En stor tilskuerskare overværer at guillotinen i Versailles halshugger den dødsdømte morder Eugen Weidmann
- 28. juni - PAN AM indleder regelmæssige fly-afgange mellem USA og Europa

### August
- 23. august – Molotov-Ribbentrop-pagten underskrives. Sovjetunionen og Nazi-Tyskland erklærer sig hermed allierede
- 27. august - Verdens første jetfly - det tyske Heinkel He 178 - går i luften for første gang
- 31. august - Nazi-Tyskland fingerer et polsk angreb på Gleiwitz radiosenderen for at bruge det som påskud for at angribe Polen den følgende dag, hvilket igangsætter 2. verdenskrig

### September
- 1. september – 2. verdenskrig begynder med den tyske invasion af Polen.
- 3. september – 2. verdenskrig er en realitet da Storbritannien, Frankrig, Australien og New Zealand erklærer krig mod Tyskland, efter landets overgreb på Polen, men hjælpen til polakkerne er begrænset
- 4. september - det britiske Royal Air Force gennemfører sit første luftangreb. Det går ud over Wilhelmshaven i Tyskland
- 4. september - ved en fejl smider et britisk Wellington bombefly 4 bomber over Esbjerg. Grundet tæt tåge over Nordsøen har piloten mistet orienteringen og tror han er over Nordtyskland
- 4. september - den engelske liner Athenia sænkes af ubåd ud for Irland
- 5. september - USA erklærer sig neutralt
- 10. september - Canada erklærer krig mod Nazi-Tyskland
- 17. september – Sovjetunionen angriber Polen fra øst, og polske styrker må nu kæmpe på 2 fronter
- 17. september - tre dage efter at den tyske ubåd U-39 er blevet sænket, bliver det engelske hangarskib Courageous sænket af U-29. Det sker sydvest for Irland
- 19. september - Polen deles i henhold til en hemmelig tysk-sovjetisk protokol til ikke-angrebspagten
- 23. september - Tyskland begynder et voldsomt bombardement af Polens hovedstad Warszawa, der som det sidste sted holder stand mod de tyske besættelsestropper. Fire dage senere overgiver byen sig
- 27. september - Reinhard Heydrich bliver leder af det nydannede sikkerhedspoliti i Tyskland
- 27. september - den tyske udenrigsminister Joachim von Ribbentrop rejser til Moskva med henblik på deling af Polen
- 27. september - Warszawa overgiver sig til den tyske hær
- 28. september - Tyskland og Rusland fastlægger en demarkationslinje gennem Polen, der dermed oplever sin femte delingHeinkel III bombemaskine nødlandet ved Nymindegab den 9. oktober 1939

### Oktober
- 5. oktober – Polen må overgive sig, og lade sig besætte af Tyskland og Sovjetunionen. Overalt forsøger polske soldater af flygte til nabolandene, for sidenhen at kunne kæmpe videre i krigen, for andre allierede styrker
- 8. oktober - der bliver begået et (mislykket) attentat mod den tysker Führer, Adolf Hitler
- 9. oktober - selv om krigen endnu ikke er nået til Danmark, går den ikke ubemærket hen. På samme dag nødlander to tyske Heinkel III bombemaskiner; Det ene i en plantage på Fanø og det andet ved Nymindegab
- 11. oktober - Albert Einstein informerer præsident Franklin D. Roosevelt om muligheden af at lave en atombombe
- 27. oktober - i farvandet nord for Møn sprænger det tyske vagtskib Este i luften, efter at være stødt på en mine. 28 mister livet

### November
- 8. november - Georg Elser gennemfører et omfattende attentatforsøg på Adolf Hitler og andre højtstående nazistiske ledere, i Bürgerbräukeller i München
- 12. november - Jøder i Polen skal bære gult armbind
- 30. november – Sovjetunionen angriber Finland i Vinterkrigen.

### December
- 6. december - England lover at støtte Finland med våben i deres kamp mod Sovjetiske tropper
- 9. december - Russiske fly bomber Helsinki
- 14. december - Sovjetunionen udstødes af Folkeforbundet pga. dets overfald på Finland den 30. november i Vinterkrigen
- 15. december – Nylon til kommerciel brug fremstilles for første gang
- 23. december - de første canadiske tropper bliver landsat i England
- 24. december - i begyndelsen af 2. verdenskrig appellerer pave Pius 12. i sit julebudskab om fred

## Født

### Januar
- 9. januar – Mogens Amdi Petersen, Tvind-guru.
- 17. januar – Niels Helveg Petersen, tidligere udenrigsminister (død 2017).
- 22. januar – Hans Hertel, dansk litteraturprofessor (død 2023).
- 24. januar – Steen Bostrup, dansk journalist (død 2006).

### Februar
- 13. februar – Charlotte Ernst, dansk skuespillerinde (død 1973).

### Marts
- 22. marts – Kurt Westi, dansk operasanger (død 1996).

### April
- 7. april – Francis Ford Coppola, amerikansk filminstruktør.
- 13. april – Paul Sorvino, amerikansk skuespiller (død 2022).
- 15. april – Carlo Ginzburg, italiensk historiker.
- 22. april – Theodor Waigel, tysk politiker, tidligere finansminister og formand for CSU.
- 23. april – Lone Hertz, dansk skuespillerinde.

### Maj
- 3. maj – Otto Steen Due, dansk oversætter, filolog og professor (død 2008).
- 13. maj – Harvey Keitel, amerikansk skuespiller.
- 19. maj – John Sheahan, irsk violinist fra The Dubliners.
- 25. maj – Ian McKellen, engelsk skuespiller.

### Juni
- 11. juni – Jackie Stewart, skotsk racerkører.
- 16. juni – Hanne Bech Hansen, dansk politidirektør.

### Juli
- 15. juli - Gunilla Wolde, svensk børnebogsforfatter (død 2015)
- 23. juli − Max Rasmussen, tidligere amtsdirektør for Fyns Amt.
- 24. juli – Christian Kampmann, dansk forfatter og journalist (død 1988). – myrdet
- 26. juli – Oscar B. Goodman, amerikansk jurist og politiker.
- 27. juli – John Martinus, dansk skuespiller (død 2016).

### August
- 9. august – Romano Prodi, italiensk politiker og tidligere formand for EU-kommissionen.
- 25. august – Chris Dickerson, afroamerikansk bodybuilder.

### September
- 6. september – Anders Thisted, dansk chefredaktør (død 2007).

### Oktober
- 8. oktober – Paddy Reilly, irsk musiker fra The Dubliners.
- 24. oktober – Vivi Markussen, dansk atlet (død 2010).
- 27. oktober – John Cleese, engelsk skuespiller og forfatter.
- 30 oktober – Helle Stangerup, dansk forfatter (død 2015).

### November
- 2. november – Svend Åge Madsen, dansk forfatter.
- 21. november – Etta Cameron, dansk sanger og skuespiller (død 2010).
- 26. november – Tina Turner, amerikansk sanger og skuespillerinde (død 2023).
- 30. november – Harald Böhling-Petersen, dansk maler og kunstner (død 2001).

### December
- 2. december – Ole Donner, dansk fhv. folketingsmedlem (død 2015).
- 5. december – Hanne Willumsen, dansk skuespiller.
- 10. december – Yvonne Ingdal, dansk skuespillerinde og sanger (død 2022).
- 18. december – Jens Okking, dansk skuespiller og politiker (død 2018).
- 23. december – Hanne Sommer, dansk tv-speaker og programchef (død 2002).
- 27. december – Christer Glenning, svensk tv-vært og motorjournalist (død 1998).
- 31. december – Christian Mejdahl, Folketingets formand fra 2003-2007.

## Dødsfald

### Januar
- 14. januar – Prins Valdemar, dansk prins (født 1858).
- 18. januar – Henri Konow, dansk viceadmiral, guvernør og minister (født 1862).
- 23. januar – Gundo Vogt, dansk billedhugger (født 1852).
- 28. januar – William Butler Yeats, irsk forfatter og nobelprismodtager (født 1865).

### Februar
- 10. februar – Pave Pius 11., pave (født 1857).
- 11. februar – Hans Valdemar Ludvigsen, dansk generalkonsul og batterifabrikant (født 1861).
- 12. februar – S.P.L. Sørensen, dansk kemiker (født 1868).
- 27. februar – Nadesjda Krupskaja, russisk revolutionær og Vladimir Lenins kone (født 1869).

### Marts
- 2. marts – Howard Carter, britisk arkæolog (født 1874).
- 13. marts – Theodor Dybdal, dansk politidirektør (født 1856).

### April
- 12. april - Alfred Hertz, dansk direktør (født 1871).
- 21. april – H.P. Pedersen-Dan, dansk billedhugger (født 1859).
- 22. april – Harald Scavenius, dansk politiker og udenrigsminister (født 1873).
- 24. april – August Kongsted, dansk apoteker, fabrikant og grundlægger (født 1870).
- 27. april – Anker Kyster, dansk bogbinder (født 1864).

### Maj
- 3. maj – Gerhard Jessen, dansk skuespiller (født 1885).
- 14. maj – Eduard Geismar, dansk præst, teolog og forfatter (født 1871).

### Juni
- 16. juni – Chick Webb, amerikansk musiker (født 1905).

### Juli
- 4. juli – Hans Dahlerup Berthelsen, dansk arkitekt (født 1881).
- 14. juli – Alfons Mucha, tjekkisk kunstner (født 1860).

### August
- 3. august – August Enna, dansk komponist og professor (født 1859).

### September
- 6. september – Per Barfoed, dansk journalist og forfatter (født 1890).
- 6. september – Arthur Rackham, britisk illustrator (født 1867).
- 16. september – Sergej Gritsevjets, sovjetisk major og pilot (født 1909).
- 18. september – Stanisław Ignacy Witkiewicz, polsk forfatter og maler (født 1885).
- 22. september – Leszek Lubicz-Nycz, polsk fægter (født 1899).
- 23. september – Sigmund Freud, østrigsk læge (født 1856).

### Oktober
- 14. oktober – Gunnar Helsengreen, dansk skuespiller (født 1881).

### November
- 28. november – James Naismith, canadisk opfinder af basketball (født 1861).
- 29. november – Philipp Scheidemann, tysk kansler (født 1865).

### December
- 4. december – Thorkild Gravlund, dansk forfatter (født 1879).
- 12. december – Douglas Fairbanks, amerikansk skuespiller (født 1883).
- 17. december – Achton Friis, dansk maler og forfatter (født 1871).
- 20. december – Fritz Syberg, dansk maler (født 1862).
- 23. december – Anthony Fokker, hollandsk flykonstruktør (født 1890).
- 26. december – N.P. Fisker, dansk politiker (født 1886).

## Nobelprisen
- Fysik – Ernest Lawrence
- Kemi – Adolf Friedrich Johann Butenandt, Leopold Ružička
- Medicin – Gerhard Domagk
- Litteratur – Frans Eemil Sillanpää
- Fred – Ingen uddeling

## Sport
- 15. juni - det danske herrelandshold i fodbold vinder 5-0 over Finland i Københavns Idrætspark
- 18. juni - det danske herrelandshold i fodbold vinder 6-3 over Norge i Københavns Idrætspark
- 25. juni - det danske herrelandshold i fodbold taber 2-0 til Tyskland i Københavns Idrætspark
- 17. september - det danske herrelandshold i fodbold vinder 8-1 over Finland i Københavns Idrætspark
- 1. oktober - det danske herrelandshold i fodbold taber 4-1 til Sverige i Råsunda
- 22. oktober - det danske herrelandshold i fodbold vinder 4-1 over Norge i Københavns Idrætspark

## Film
- Cirkus (film), dansk film.
- De tre, måske fire, dansk film.
- Den gamle præst, dansk film.
- Elverhøj, dansk film.
- En lille tilfældighed, dansk film.
- Genboerne, dansk film.
- I dag begynder livet, dansk film.
- Komtessen på Stenholt, dansk film.
- Nordhavets mænd, dansk film.
- Skilsmissens børn, dansk film
- 1. december - filmen Borte med blæsten har premiere i New York med stjernerne Clark Gable, Vivien Leigh og Olivia de Havilland.

## Bøger
- Vredens druer – John Steinbeck
- Om lidt er vi borte - H.C. Branner